# Westland Lysander
Il Westland Lysander era un monomotore da trasporto, da collegamento ed osservazione ad ala alta prodotto dall'azienda britannica Westland Aircraft Ltd. negli anni trenta.
Come già avvenuto in precedenza per altri aerei da osservazione, gli venne assegnato il nome di un condottiero: in questo caso si trattava del generale spartiate Lisandro, mentre gli equipaggi lo ribattezzarono affettuosamente Lizzy oppure Flying Carrot (Carota Volante).

## Storia del progetto
Il progettista William Edward Willoughby "Teddy" Petter ebbe l'incarico di progettare il nuovo aereo in risposta alla specifica A.39/34, con la quale l'Air Ministry intendeva trovare il sostituto dell'Hawker Audax, aereo allora impiegato per la aerocooperazione con l'esercito. Nel progettare il nuovo velivolo la Westland puntò molto sulla capacità di atterrare e decollare in spazi ridotti e da terreni non preparati: in questo il Lysander può essere considerato un vero e proprio precursore dei moderni velivoli STOL.

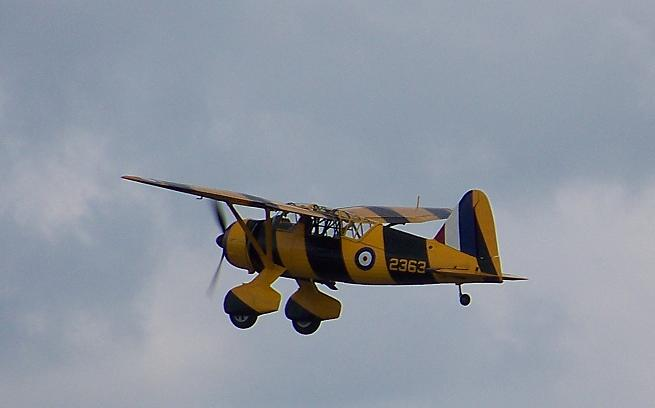
Un esemplare di Lysander, recentemente restaurato, di proprietà del Canadian Warplane Heritage Museum in Hamilton, Ontario Canada. La curiosa e variopinta livrea lo identifica come aereo da traino bersagli.

Il primo prototipo decollò il 15 giugno 1936 dall'aeroporto della RAF di Boscombe Down: era dotato di elica bipala in legno e l'armamento era costituito da tre mitragliatrici: due (Browning) alloggiate nelle carenature delle ruote del carrello, mentre la terza (una Lewis) era piazzata su un supporto snodato posizionato posteriormente nell'abitacolo, brandeggiabile dall'osservatore. Il Lysander fu subito un successo e ne vennero commissionati altri 144.
L'entrata in servizio attivo avvenne presso il 16º squadrone della RAF nel giugno del 1938.

## Tecnica
Monoplano ad ala alta, la cui caratteristica principale era la struttura a "parasole" con un montante di sostegno molto robusto. Su tutta la sua lunghezza, l'ala era dotata di slat, mentre sul bordo d'uscita erano disposti flap ed alettoni di grosse dimensioni, al fine di garantire buone caratteristiche di volo alle basse velocità e ridotte necessità in termini di spazio di decollo ed atterraggio.
Fin dai primi velivoli di serie, contrariamente al prototipo, l'elica era metallica e tripala ed era mossa da un motore Bristol Mercury XII radiale a nove cilindri, in grado di erogare 890 hp.
L'armamento di caduta era appeso a rastrelliere sui parafanghi del robusto carrello fisso, come anche le 2 mitragliatrici leggere rivolte in direzione di marcia. L'altra arma era posizionata sulla parte posteriore dell'abitacolo e venne successivamente affiancata da un'altra mitragliatrice dello stesso tipo.

## Impiego operativo
Al momento dell'invasione nazista della Francia, 4 squadroni vennero schierati sul suolo francese: impiegati prevalentemente in compiti di ricognizione tattica o di osservazione dei tiri di artiglieria, si trovarono sporadicamente ad affrontare i caccia tedeschi, nettamente superiori. Tuttavia fu proprio un Lysander, nel novembre del 1939, il primo aereo alleato ad abbattere un bombardiere Heinkel He.111 in territorio controllato dalle truppe inglesi.
La Battaglia di Dunkerque vide un intenso impiego dei numerosi Lysander operanti oltre Manica: utilizzati per l'attacco delle postazioni tedesche e per il lancio di viveri e munizioni alle truppe accerchiate, i Lysander furono gli ultimi velivoli inglesi a lasciare la Francia per rientrare in madrepatria; dei 170 velivoli inizialmente inviati a seguito del contingente inglese, solamente 50 fecero ritorno.

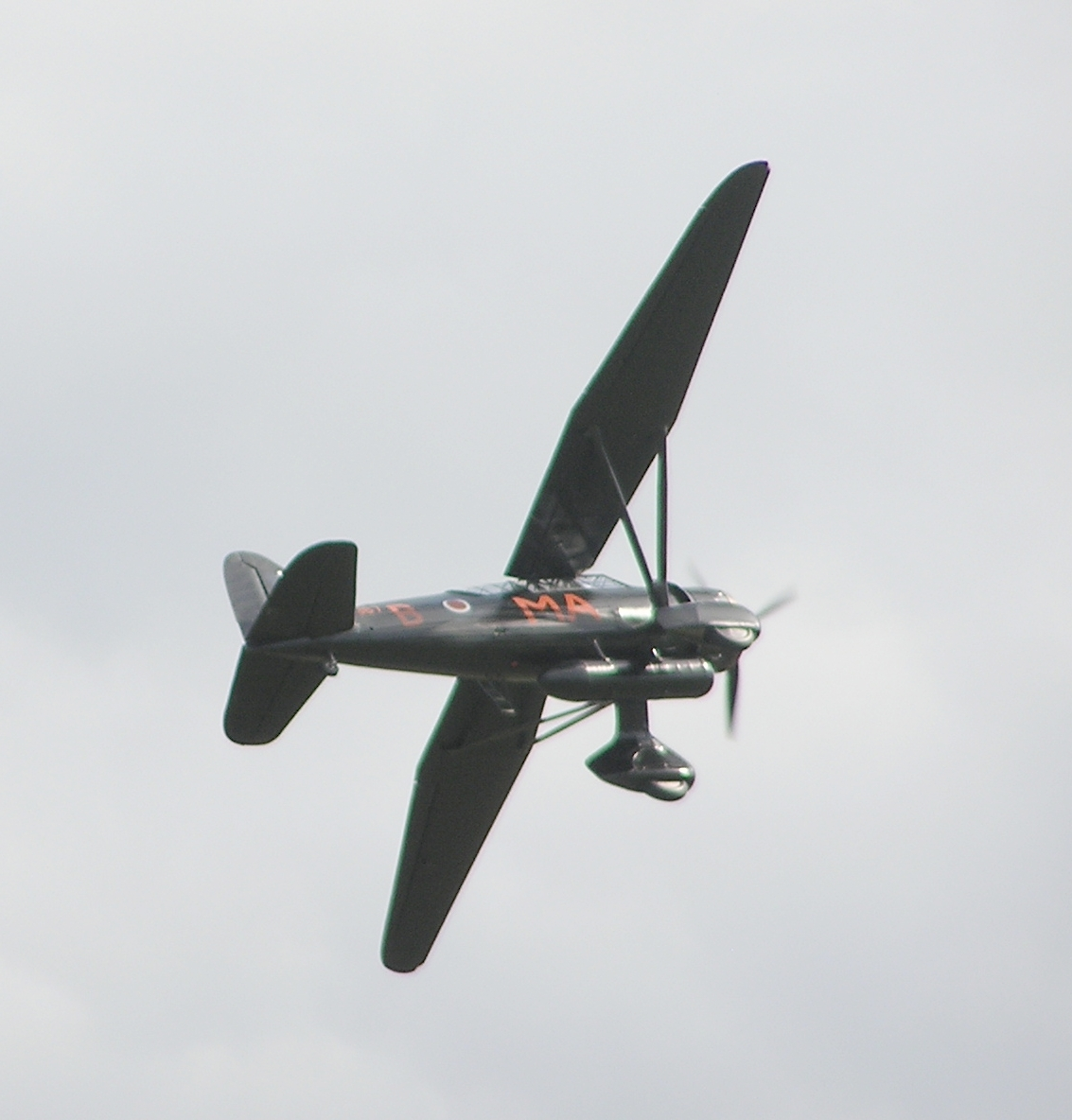
Un Lysander Mk III con la livrea adottata per le missioni speciali.

Dopo il ritiro dal territorio francese, i Lysander vennero usati con compiti di soccorso ai piloti della RAF abbattuti sulla Manica, nel corso della Battaglia d'Inghilterra.
Impiegati operativamente anche in Birmania, Egitto, Grecia, India e Palestina acquisirono una certa notorietà grazie al loro impiego nelle operazioni clandestine, durante le quali trasportarono, per l'infiltrazione od il recupero, un considerevole numero di agenti segreti (soprattutto al fine di mantenere i contatti con la resistenza francese).
Nello svolgimento di queste missioni i Lysander erano favoriti dalla loro capacità di decollare in spazi estremamente ridotti e da aviosuperfici non preparate, ma spesso dovevano operare in assenza di radioassistenza e generalmente in zone sottoposte ad oscuramento. Per tali missioni venne addirittura approntata una variante apposita, dotata di motore con potenza ridotta, possibilità di alloggiare un serbatoio di carburante supplementare ed una scaletta, fissata sul lato sinistro, per agevolare le operazioni di sbarco ed imbarco dei "passeggeri"; vennero inoltre dipinti di nero, al fine di rendere difficile la loro identificazione. In seguito questa colorazione risultò controproducente (la sagoma dell'aereo vista dall'alto spiccava notevolmente sulle nuvole basse) e modificata in varie gradazioni di grigio.
Inquadrati in tre Squadron operanti da aeroporti segreti, (inizialmente a Newmarket (Suffolk) e successivamente dalla base RAF di Tempsford), questi velivoli effettuarono la "consegna" di 101 persone e l'imbarco di altre 128 in uscita dai territori occupati dai tedeschi.

## Versioni

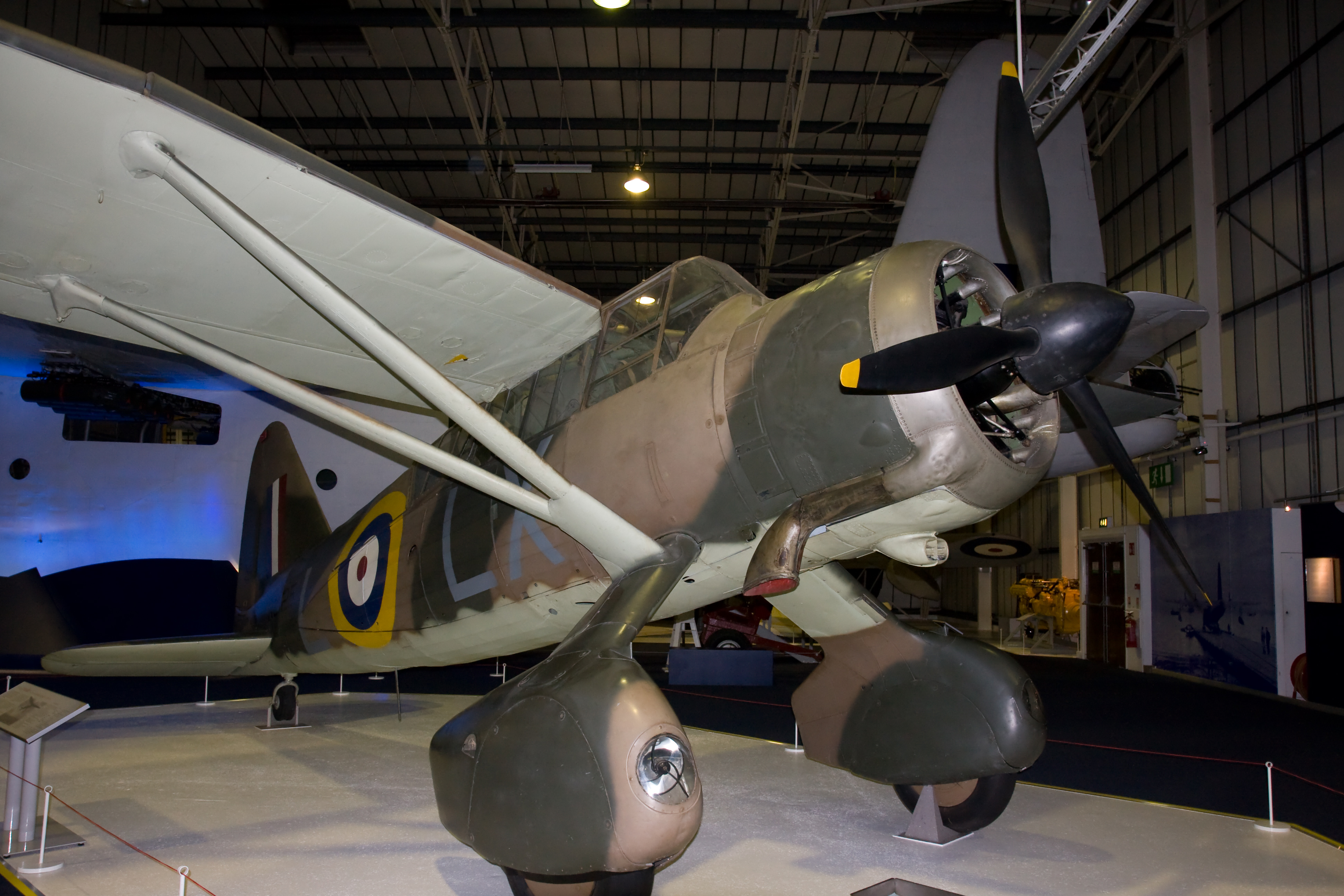
Un Lysander Mk III presso il Royal Air Force Museum di Londra.

- Mk I: fu la prima versione di serie; dotata di motore Bristol Mercury XII da 890 hp, venne prodotta in 169 esemplari;
- Mk II: montava un Bristol Perseus XII (sempre radiale a 9 cilindri) da 905 hp; 75 esemplari vennero costruiti su licenza dalla canadese National Steel Car Corporation (poi divenuta Victory Aircraft);
- Mk III: montava un Mercury XX da 870 hp; la Westland costruì 367 esemplari, mentre altri 150 vennero costruiti in Canada;
- Mk IIIA: simile alla versione precedente, ma dotata di motore Mercury XXX e dotata della seconda mitragliatrice nella postazione del navigatore;
- Mk IIISCW (o SD): velivoli delle serie III e IIIA, modificati per l'impiego in operazioni clandestine; dotati di serbatoio supplementare (installato fra le gambe del carrello) e scaletta d'accesso all'abitacolo (sul lato sinistro);
- TT Mk I/II/III/IIIA: il prefisso "TT" indica i velivoli delle varie serie prodotte, impiegati nel traino dei bersagli.

## Utilizzatori
Australia
- Royal Australian Air Force

 India Britannica
- Royal Indian Air Force[7]

 Canada
- Royal Canadian Air Force

 Egitto
- Royal Egyptian Air Force

 Finlandia
- Suomen ilmavoimat

 Francia libera

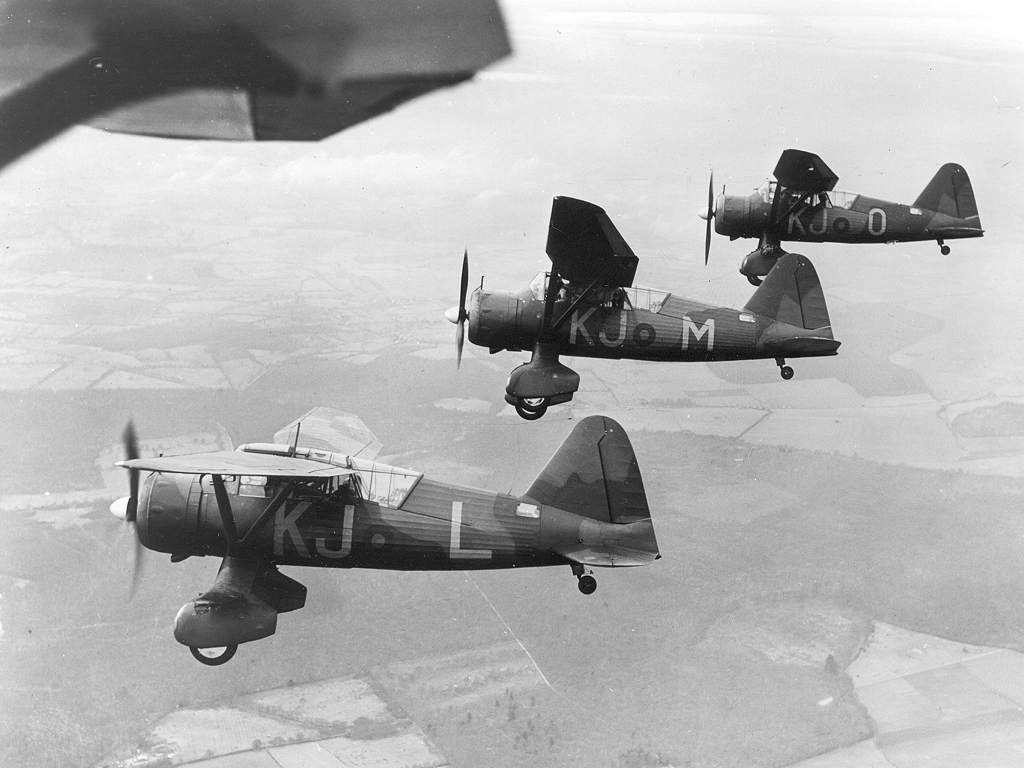
Lysander della RAF, in formazione.

- Forces aériennes françaises libres

 Irlanda
- Aer Chór na hÉireann

 Polonia
- Polskie Siły Powietrzne

 Portogallo
- Arma da Aeronáutica Militar

 Regno Unito
- Royal Air Force

 Stati Uniti
- United States Army Air Force

 Sudafrica
- Suid-Afrikaanse Lugmag

 Turchia
- Türk Hava Kuvvetleri

## Curiosità
Nel film Addio al Re (1988) compare un Westland Lysander utilizzato per operazioni di infiltrazione nel territorio occupato di due ufficiali britannici incaricati di contattare la tribù, retta dal personaggio interpretato da Nick Nolte.
Nel film "Allied, un'ombra nascosta" il protagonista Brad Pitt è un pilota canadese di Lysander stanziato in Inghilterra. Molti di essi sono ripetutamente inquadrati soprattutto a terra insieme a vari quadrimotori Lancaster, partecipa ad un'azione tipica di appoggio ai partigiani francesi e campeggia nella scena finale.